# Teresa Ziegenbalg
Teresa Ziegenbalg (* 13. September 2006) ist eine deutsche Volleyballspielerin.

## Karriere
Ziegenbalg begann ihre Karriere in den Jugendmannschaften des Dresdner SC und durchlief seit 2017 sämtliche Nachwuchsteams des Vereins. In der Saison 2021/22 rückte sie erstmals in den 2. Liga-Kader des VC Olympia Dresden auf, dem Nachwuchsförderprogramm des DSC. Ab der Spielzeit 2023/24 war sie dort in der 2. Bundesliga Pro aktiv.
Ab Januar 2025 war sie Teil des erweiterten Bundesliga-Kaders des Dresdner SC. Seit der Saison 2025/26 gehört Ziegenbalg fest zum Kader der Erstligamannschaft, sie unterschrieb einen Drei-Jahres-Vertrag.